# Shikin Gomez
Siti Nurfashikin Gomez, detta Shikin (Petaling Jaya, 28 luglio 1992), è una modella malese di origini indiane, seconda classificata della quinta edizione del talent show Asia's Next Top Model.
Prima di essere scelta come concorrente nel talent show, ha partecipato alle passerelle della Settimana della Moda di Kuala Lumpur. Inoltre, nel 2015 ha vinto la competizione nazionale intitolata "Malaysia Supermodel Search".

## Asia's Next Top Model
Shikin è stata una delle due concorrenti della quinta edizione di Asia's Next Top Model provenienti dalla Malaysia, insieme alla connazionale Alicia Amin.

Durante la competizione, ha vinto la partecipazione a due importanti campagne pubblicitarie del Sudest asiatico, diventando portavoce dell'e-commerce di abbigliamento Zalora e del marchio automobilistico Subaru.

## Spot pubblicitari
- Puma (con Maureen Wroblewitz)[8]
- Zalora